# Ботель
Ботель (нем. Bothel) — община в Германии, в земле Нижняя Саксония.
Входит в состав района Ротенбург-на-Вюмме. Подчиняется управлению Ботель. Население составляет 2453 человека (на 31 декабря 2010 года). Занимает площадь 16,75 км².